# Sarcasmo

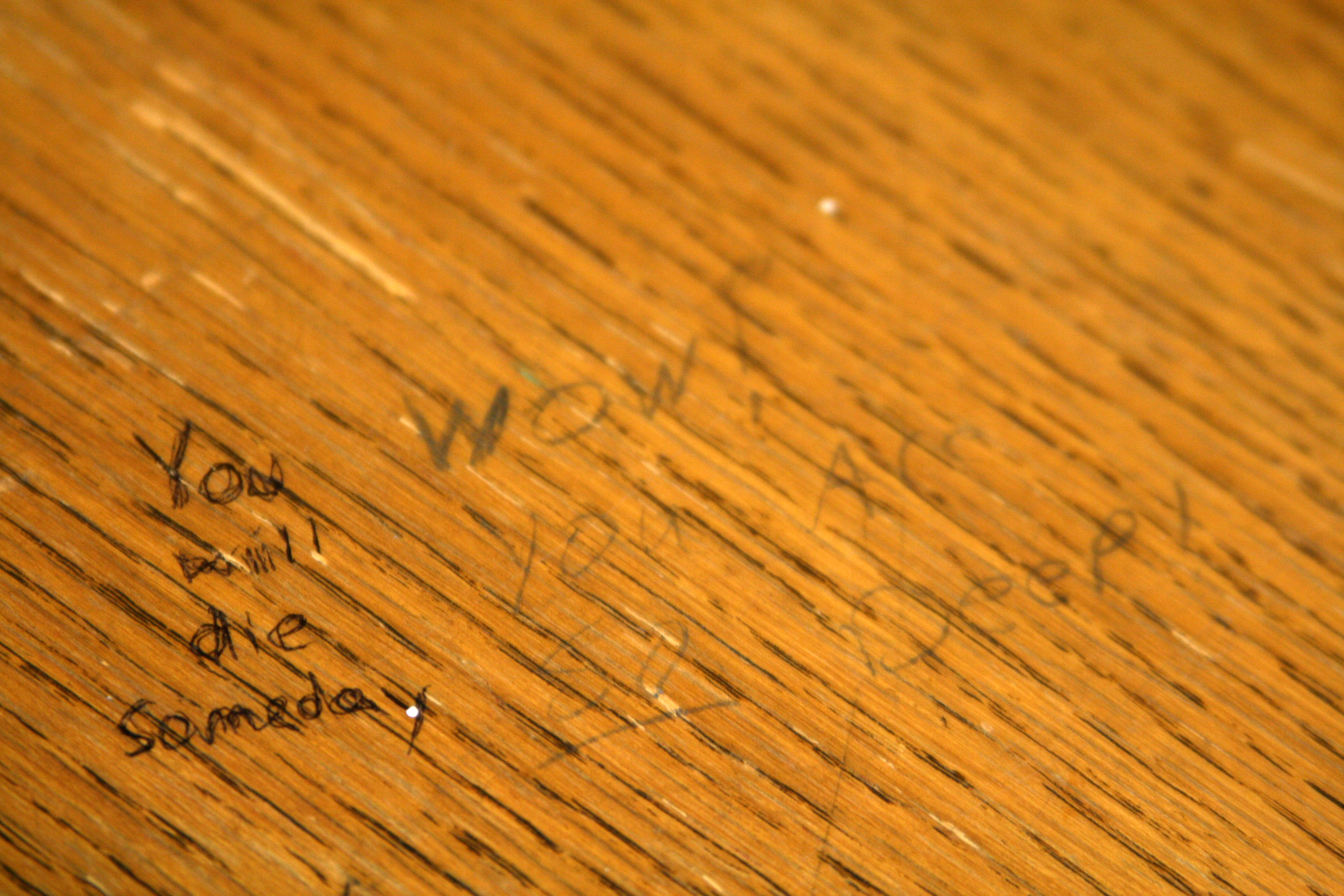
Uma resposta sarcástica escrita em uma mesa que diz: "Uau, você é TÃO profundo!"

Sarcasmo é o uso cáustico de palavras, muitas vezes de forma humorística, para zombar de alguém ou de algo. Pode envolver ambivalência, embora não seja necessariamente irônico. Mais perceptível na linguagem falada, o sarcasmo distingue-se principalmente pela entonação com o que é proferido ou, quando acompanhado de ironia, pela extrema desproporção entre o comentário e a situação, dependendo em grande parte do contexto.

## Etimologia
A palavra deriva do grego antigo σαρκασμός (sarkasmós), proveniente de σαρκάζειν (sarkázein), que significa "rasgar carne, morder o lábio de raiva, zombar".
Seu primeiro registro em inglês data de 1579, em uma anotação de The Shepheardes Calender por Edmund Spenser:
Tom Piper, um sarcasmo irônico, falado em escárnio desses rudes espirituosos, por que ...
 
Já o termo sarcástico, que significa "caracterizado por ou envolvendo sarcasmo; dado ao uso de sarcasmo; amargamente cortante ou cáustico", só aparece em 1695.

## Uso
Na sua entrada sobre ironia, o Dictionary.com descreve o sarcasmo da seguinte forma:
No sarcasmo, o ridículo ou a zombaria são usados de forma áspera, muitas vezes de forma grosseira e desdenhosa, para fins destrutivos. Pode ser usado de forma indireta e assumir a forma de ironia, como em "Que músico excelente você se tornou!", "É como se você fosse uma pessoa completamente diferente agora..." e "Ah... Bem, então obrigado por todos os primeiros socorros ao longo dos anos!" ou pode ser usado na forma de uma declaração direta: "Você não conseguiria tocar uma peça corretamente se tivesse dois assistentes". A qualidade distintiva do sarcasmo está presente na palavra falada e se manifesta principalmente pela inflexão vocal...

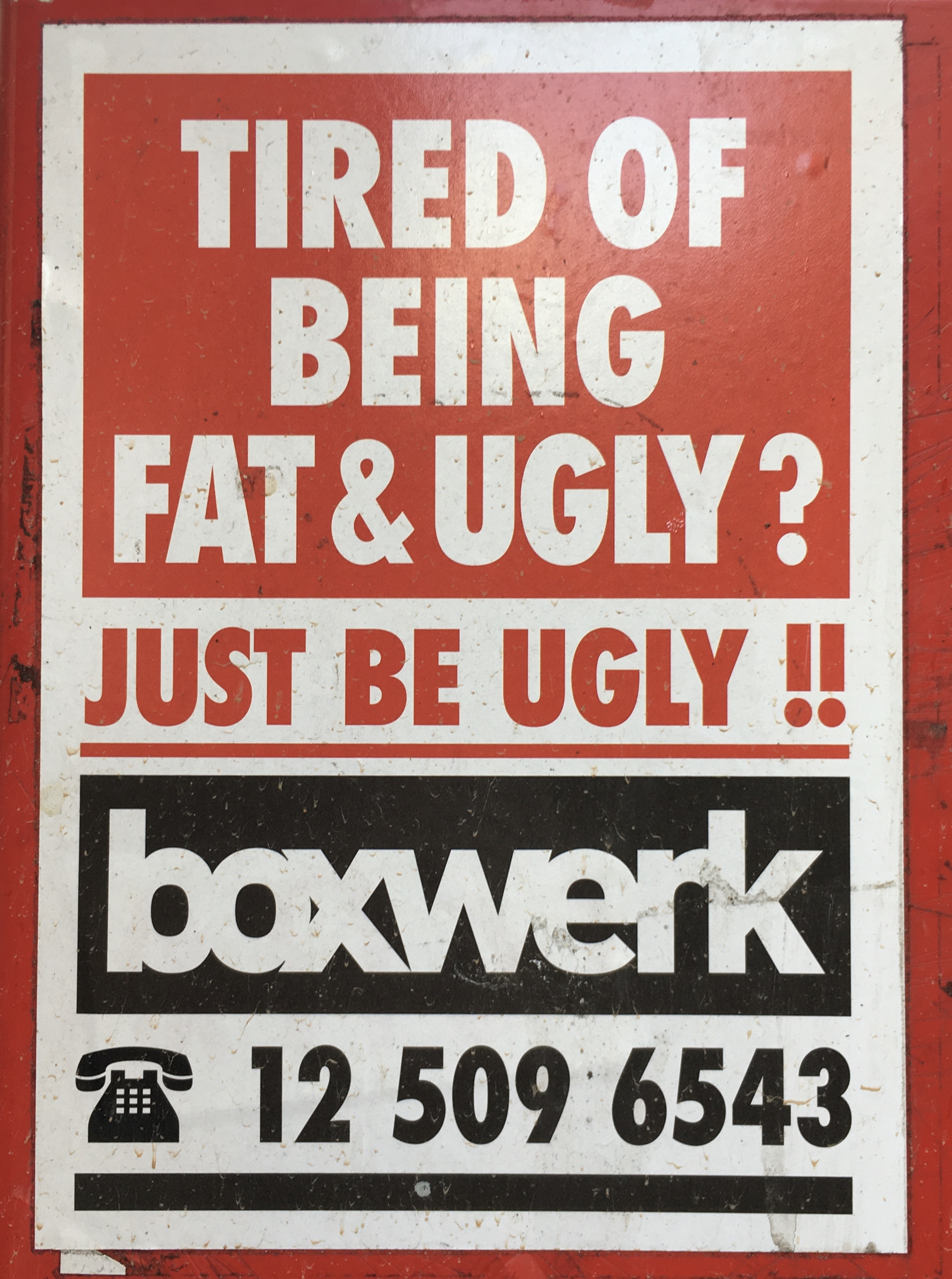
Uso de sarcasmo em um adesivo publicitário de um estúdio de boxe que diz em caixa alta: "Cansado de ser gordo e feio? Simplesmente seja feio!!". A mensagem é negativa e zomba diretamente, ou até mesmo insulta, de brincadeira, o alvo do anúncio

Distinguindo sarcasmo de brincadeira e relacionando-o ao uso da ironia, o linguista Derek Bousfield afirma que sarcasmo é:
O uso de estratégias que, à primeira vista, parecem apropriadas à situação, mas que devem ser interpretadas como significando o oposto em termos de gerenciamento de aparência . Ou seja, a declaração que parece, à primeira vista, manter ou realçar a aparência do destinatário, na verdade, ataca e danifica a aparência do destinatário. ... O sarcasmo é uma forma insincera de polidez usada para ofender o interlocutor.
O linguista John Haiman escreve: "Há uma conexão extremamente próxima entre sarcasmo e ironia, e os teóricos literários, em particular, frequentemente tratam o sarcasmo como a forma mais grosseira e menos interessante de ironia." Ele acrescenta ainda:
Em primeiro lugar, as situações podem ser irônicas, mas somente as pessoas podem ser sarcásticas. Em segundo lugar, as pessoas podem ser irônicas involuntariamente, mas o sarcasmo requer intenção. O essencial ao sarcasmo é que se trata de uma ironia evidente, usada intencionalmente pelo falante como uma forma de agressão verbal.
O lexicógrafo Henry Watson Fowler, em A Dictionary of Modern English Usage, escreve:
O sarcasmo não envolve necessariamente ironia. Mas a ironia, ou o uso de expressões que transmitem coisas diferentes conforme são interpretadas, é frequentemente utilizada como veículo para o sarcasmo... A essência do sarcasmo é a intenção de causar dor por meio de palavras amargas (irônicas ou outras).

## Na psicologia
Profissionais da psicologia e áreas correlatas há muito veem o sarcasmo de sob uma perspectiva negativa, destacando especialmente que ele tende a ser um mecanismo de enfrentamento mal-adaptativo para pessoas com raiva ou frustrações não resolvidas. O psicólogo Clifford N. Lazarus descreve o sarcasmo como "hostilidade disfarçada de humor". Embora um comentário sarcástico ocasional possa animar uma conversa, Lazarus sugere que o uso excessivo do sarcasmo tende a "sobrecarregar o sabor emocional de qualquer conversa".

## Entendimento

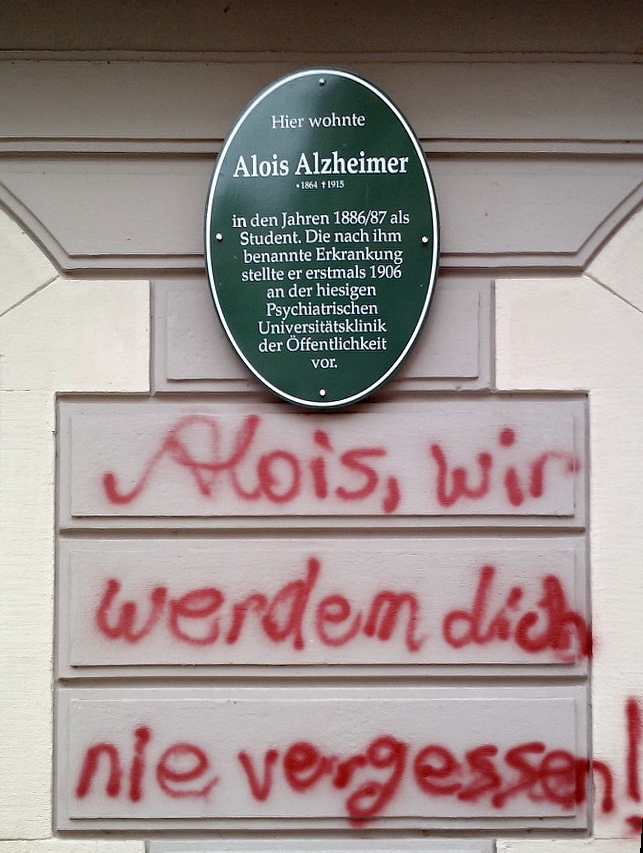
Comentário sarcástico abaixo de uma placa em memória de Alois Alzheimer, o primeiro a descrever a doença de Alzheimer. O texto em alemão significa "Alois, nunca te esqueceremos!", brincando sutilmente com a contradição entre uma doença que deteriora a memória humana, o propósito do memorial e o texto adicionado

Compreender a sutileza desse uso requer uma interpretação de segunda ordem das intenções do falante ou escritor; diferentes áreas do cérebro precisam trabalhar em conjunto para entender o sarcasmo. Essa compreensão sofisticada pode estar ausente em algumas pessoas com certas tipos de dano cerebral, demência e, por vezes, autismo, sendo essa percepção associada, por ressonância magnética, ao giro parahipocampal direito. Pesquisas sobre a neuroanatomia do sarcasmo indicam, segundo Richard Delmonico, neuropsicólogo da Universidade da Califórnia em Davis, que indivíduos com danos no córtex pré-frontal apresentam dificuldade em compreender aspectos não verbais da linguagem, como o entonação. O neurocientista David Salmon, da Universidade da Califórnia em San Diego, afirmou que esse tipo de pesquisa pode auxiliar médicos a diferenciar entre distintos tipos de doenças neurodegenerativas, como a demência frontotemporal e a doença de Alzheimer.
Na obra Crítica da Razão Sarcástica de William Brant, o sarcasmo é hipotetizado como uma ferramenta cognitiva e emocional desenvolvida pelos adolescentes para testar os limites da polidez e da verdade na conversa. O reconhecimento e a expressão do sarcasmo requerem formas avançadas de linguagem, especialmente quando ocorre sem pistas explícitas (como tom sarcástico ou revirar os olhos). Argumenta-se que o sarcasmo é mais sofisticado que a mentira, pois a mentira já é expressa por crianças aos três anos, enquanto o sarcasmo surge mais tarde no desenvolvimento (Brant, 2012). Segundo Brant (2012, p. 145–146), o sarcasmo é:
(a) forma de expressão da linguagem, muitas vezes incluindo a afirmação de uma declaração que é desacreditada por quem a expressa (por exemplo, quando o significado da frase é desacreditado por quem a expressa), embora o significado pretendido seja diferente do significado da frase. O reconhecimento do sarcasmo sem o acompanhamento de uma deixa se desenvolve por volta do início da adolescência ou mais tarde. O sarcasmo envolve a expressão de um comentário insultuoso que exige que o intérprete entenda a conotação emocional negativa do expressador dentro do contexto da situação em questão. A ironia, ao contrário, não inclui escárnio, a menos que seja ironia sarcástica. Os problemas com essas definições e a razão pela qual esta dissertação não investiga completamente a distinção entre ironia e sarcasmo envolvem as ideias de que: (1) as pessoas podem fingir ser insultadas quando não são ou fingir não ser insultadas quando são seriamente ofendidas; (2) um indivíduo pode se sentir ridicularizado logo após o comentário e, em seguida, considerá-lo humorístico ou neutro depois disso; e (3) o indivíduo pode não se sentir insultado até anos depois do comentário ter sido expresso e considerado.
 
As perspectivas culturais sobre o sarcasmo variam amplamente, com algumas culturas e grupos linguísticos considerando-o ofensivo em graus diversos. Thomas Carlyle o desprezava: "Agora vejo o sarcasmo como, em geral, a linguagem do diabo; razão pela qual, há muito tempo, praticamente o renunciei". Já Fiódor Dostoiévski o reconhecia como um grito de dor: o sarcasmo, dizia ele, era "geralmente o último refúgio de pessoas modestas e castas quando a privacidade de sua alma é invadida de forma grosseira e intrusiva". A RFC 1855, uma coletânea de diretrizes para comunicações na internet, adverte cuidado especial com o sarcasmo, pois "pode não se propagar bem". Outro estudo sobre sarcasmo por e-mail confirma essas observações. Um tradutor profissional aconselha que executivos internacionais "geralmente devem evitar o sarcasmo em conversas comerciais interculturais e comunicações escritas", devido às dificuldades de tradução do sarcasmo.
Um estudo de 2015 realizado por L. Huang, F. Gino e AD Galinsky da Harvard Business School “testa um novo modelo teórico no qual tanto a construção quanto a interpretação do sarcasmo conduzem a uma maior criatividade por ativarem o pensamento abstrato”.

## Indicação vocal
Em inglês, o sarcasmo é frequentemente telegrafado com pistas cinésicas/prosódicas falando mais devagar e com um tom mais baixo. Da mesma forma, o holandês usa um tom mais baixo; às vezes a tal ponto que a expressão é reduzida a um mero murmúrio. Mas outras pesquisas mostram que há muitas maneiras pelas quais falantes reais sinalizam intenções sarcásticas. Um estudo descobriu que em cantonês, o sarcasmo é indicado pelo aumento da frequência fundamental da voz. Em amárico, a entonação crescente é usada para mostrar sarcasmo.

## Pontuação
Embora na língua inglesa não haja nenhum método padrão aceito para denotar ironia ou sarcasmo em conversas escritas, várias formas de pontuação foram propostas. Entre as mais antigas e frequentemente atestadas estão o ponto de percontação — promovido por Henry Denham na década de 1580 — e a marca de ironia — promovida por Alcanter de Brahm no século XIX. Ambas as marcas eram representadas visualmente por um ponto de interrogação invertido ⸮ (Unicode U+2E2E). Cada um desses sinais de pontuação é usado principalmente para indicar que uma frase deve ser entendida como irônica, mas não necessariamente designa sarcasmo que não seja irônico. Por outro lado, propostas mais recentes, como a marca de snark, ou o uso do til seguinte, destinam-se especificamente a denotar sarcasmo em vez de ironia. Um ponto de exclamação ou ponto de interrogação entre colchetes, bem como aspas assustadoras, também são às vezes usados para expressar ironia ou sarcasmo irônico.
Em certas línguas etíopes, o sarcasmo e as frases irreais são indicados no final de uma frase com uma marca de sarcasmo chamada pontuação irônica, um caractere que se parece com um ponto de exclamação invertido ¡. O uso é diretamente paralelo à proposta de John Wilkins de 1668 de usar o ponto de exclamação invertido como um sinal de ironia. Uma proposta de Asteraye Tsigie e Daniel Yacob em 1999 para incluir o temherte slaq no Unicode não teve sucesso.

## Sarcasmo e ironia
Embora o sarcasmo (ridículo ou zombaria áspera) seja frequentemente associado diretamente à ironia verbal (significando o oposto do que é dito) e os dois sejam frequentemente usados juntos; o sarcasmo não é necessariamente irônico por definição, e qualquer elemento pode ser usado sem o outro.
Exemplos de sarcasmo e ironia usados juntos:
"Nossa, como você chegou cedo!" (Depois que alguém chega extremamente atrasado).
"Que grande artista você se tornou!" (Quando pretende expressar descontentamento).
Exemplo de sarcasmo sem ironia: (frequentemente atribuído a Winston Churchill)
Depois que um espectador comentou sobre um deles estar bêbado: "Minha querida, amanhã estarei sóbrio, e você ainda estará feio!"
Exemplo de ironia sem sarcasmo:
Depois que um professor popular pede desculpas à turma por atender o telefone na outra sala: "Não sei se podemos perdoar vocês!"

## Identificação
Uma empresa francesa desenvolveu uma ferramenta analítica que afirma ter até 80% de precisão na identificação de comentários sarcásticos publicados online.
Em junho de 2014, o Serviço Secreto dos Estados Unidos solicitou licitações para software que identificasse sarcasmo em tweets.

## Na religião
O monge budista Ṭhānissaro Bhikkhu identificou o sarcasmo como contrário à fala correta, um aspecto do Nobre Caminho Óctuplo que leva ao fim do sofrimento. Ele opina que o sarcasmo é um método de humor pouco hábil e prejudicial, que ele contrasta com uma abordagem baseada em destacar francamente as ironias inerentes à vida.[carece de fontes?]